# Bruno Conti
Bruno Conti (Nettuno, 1955. március 13. –) világbajnok olasz labdarúgó, csatár, edző.

## Pályafutása

### Klubcsapatban
Az Anzio csapatában kezdte a labdarúgást. 1972-ben az AS Roma korosztályos csapatában folytatta. Az első csapatban 1973-ban mutatkozott. Az 1975–76-os és az 1978–79-es idényben kölcsönben a Genoa együttesében szerepelt. Tagja volt az AS Roma 1982–83-as bajnokcsapatának. A római klubbal öt olasz kupa győzelmet ért el. 1991-ben vonult vissza az aktív labdarúgástól.

### A válogatottban
1980 és 1986 között 47 alkalommal szerepelt az olasz válogatottban és öt gólt szerzett. 1982-ben Spanyolországban világbajnok lett az olasz válogatottal. Részt vett az 1986-os mexikói világbajnokságon, de a nyolcaddöntőben búcsúzott a csapattal a francia válogatottól elszenvedett 2–0-s vereség után.

### Edzőként
1991–92-ben az U19-es, majd a következő idényben a csapattal tovább lépve az U20-as együttes vezetőedzője volt az Roma csapatánál. 2005-ben az AS Roma vezetőedzője volt egy rövid ideig.

## Sikerei, díjai
Olaszország
- Világbajnokság
  - világbajnok: 1982, Spanyolország

 AS Roma
- Olasz bajnokság (Serie A)
  - bajnok: 1982–83
- Olasz kupa (Coppa Italia)
  - győztes: 1978, 1981, 1984, 1986, 1991